# مگنوس بکستد
منوس بکستد (اسپانیایی: Magnus Bäckstedt‎؛ زادهٔ ۳۰ ژانویهٔ ۱۹۷۵) دوچرخه‌سوار اهل سوئد است.